# 로베르트 알렉시

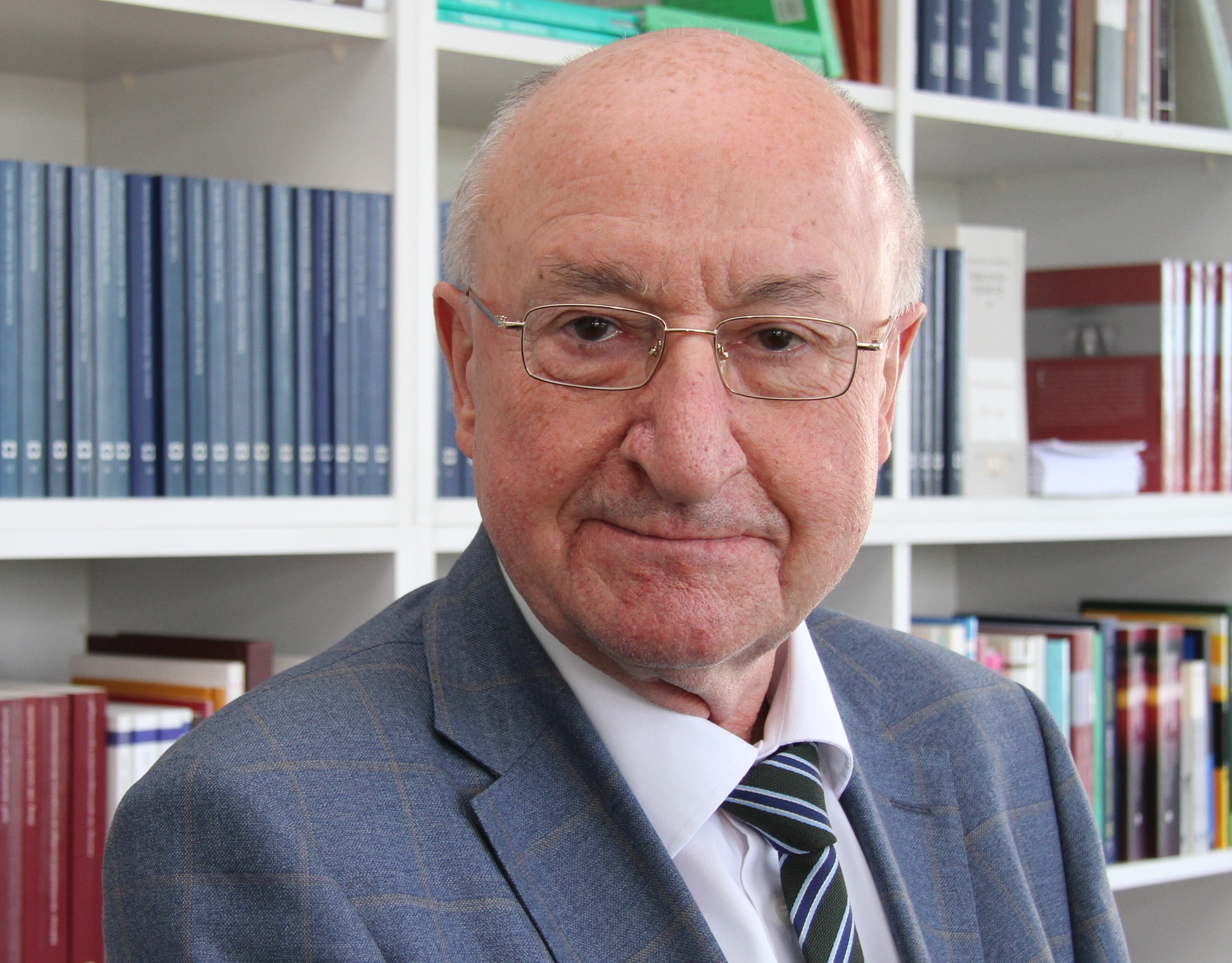
로베르트 알렉시

로베르트 알렉시(독일어: Robert Alexy, 1945년 9월 9일 ~ )은 독일의 법학자이다.

## 약력
1968년에 괴팅겐 대학교에서 법학과 철학을 공부하여 랄프 드라이어의 지도를 받아 1976년에 박사학위 논문 〈법적 논증 이론〉(독일어: Theorie der juristischen Argumentation)으로 학위를 받았다. 1984년에 같은 대학에서 〈기본권이론〉(독일어: Theorie der Grundrechte)으로 교수 자격을 취득해, 1986년부터 킬 대학교 교수로 있다.

## 주요 저작
- 《법의 개념과 효력》(독일어: Begriff und Geltung des Rechts, 1992년, 한국어역 이준일.)
- 《기본권이론》(독일어: Theorie der Grundrechte), 1994년, 한국어역 이준일.)